# Посёлок совхоза Агроном
Агроно́м — посёлок в Лебедянском районе Липецкой области. Центр Агрономовского сельсовета.
Расположен в 11 км к западу от Лебедяни.

## Население
| 2010 |
| ---- |
| 2786 |

## Совхоз
Совхоз «Агроном» был организован в 1929 году в период закладки крупнейших зерновых, животноводческих и плодовых хозяйств. Базой для его создания стали земли вокруг Лебедяни. Первоначально это было отделение лебедянской группы совхозов, самостоятельной единицей стал в 1933 году.
«Агроном» был специализированным хозяйством по производству плодов и ягод для снабжения населения Москвы и промышленных центров европейской части страны.
Основной массив сада заложили в 1929—1932 годах (1600 га). Совхоз сотрудничал с ВНИИЕ им. Мичурина.
Сегодня «Агроном» — сельскохозяйственный производственный кооператив (СХПК). Имеет около 19 тыс. га земель, завод по переработке плодов и ягод (мощность 5 млн условных банок), в настоящее время завод по переработке плодов и ягод остановлен, оборудование утрачено, фруктохранилище (5460 тонн).
В хозяйство входит 11 населенных пунктов, из них 7 садоводств.

## Посёлок
В 1960-х годах здесь был построен посёлок, который помимо жилых домов включил в себя Дом культуры на 400 мест, двухэтажные общеобразовательную и музыкальную школы, профтехучилище, гостиницу, магазин, столовую, детский сад — ясли. В зелёной зоне на берегу прудов построили стадион. На центральной площади разбили сквер.
К сегодняшнему дню официальное название селения — посёлок Совхо́з Агроно́м.
Вдоль шоссе, который идет из Лебедяни на восток, расположены несколько отделений бывшего совхоза:
- 1-е — центральное отделение, где расположены Дом культуры, футбольный стадион, на котором принимает местная футбольная команда из чемпионата области, школа, больница, пожарная часть. На 1-м отделении есть две скульптуры, на перекрестке центрального отделения находится монумент В. И. Ленину, а рядом с Домом культуры расположен монумент воинам, павшим в боях в годы Второй мировой войны.;
- 2-е;
- 3-е — отделение специализируется на смородине, ягоде;
- 4-е;
- 5-е;
- 6-е;
- 7-е;
- 8-е - д. Сибильда, д. "Яблонева голова";
- 9-е — село Губино.

До 2004 года в сборе урожая яблок, местным жителя помогали студенты ЛГТУ, которые находились там с конца августа по середину октября. До этого же периода времени в летний период на выручку местным жителям приходили школьники из столичной Гольяновской гимназии, они прибывали в Агроном в начале июня и занимались сбором ягод и смородины. В настоящее время в сборе урожая активно участвуют вольнонаёмные жители из Воронежской области и республики Молдова.
В конце 1980-х годов «Агроном» входил в пятерку лучших совхозов СССР. Всё это в прошлом, сейчас хозяйство переживает не лучшие времена, многомесячные задержки выплаты заработной платы привели к массовым увольнениям местных жителей.